# Chřiby
Chřiby (tyska: Marsgebirge) är en bergskedja i Tjeckien.   Den ligger i regionen Zlín, i den östra delen av landet, 230 km öster om huvudstaden Prag.
Den högsta toppen är Brdo, 581 meter över havet.